# ゲーリー・シカゴ国際空港
ゲーリー・シカゴ国際空港（英名：Gary/Chicago International Airport）は、アメリカ合衆国,インディアナ州ゲーリーにある空港。ゼネラルアビエーションと貨物が主体の空港である。
イリノイ州に近く、シカゴのミレニアム駅から延びる近郊線サウスショアー線の駅があるが空港ターミナルから約2km離れている。

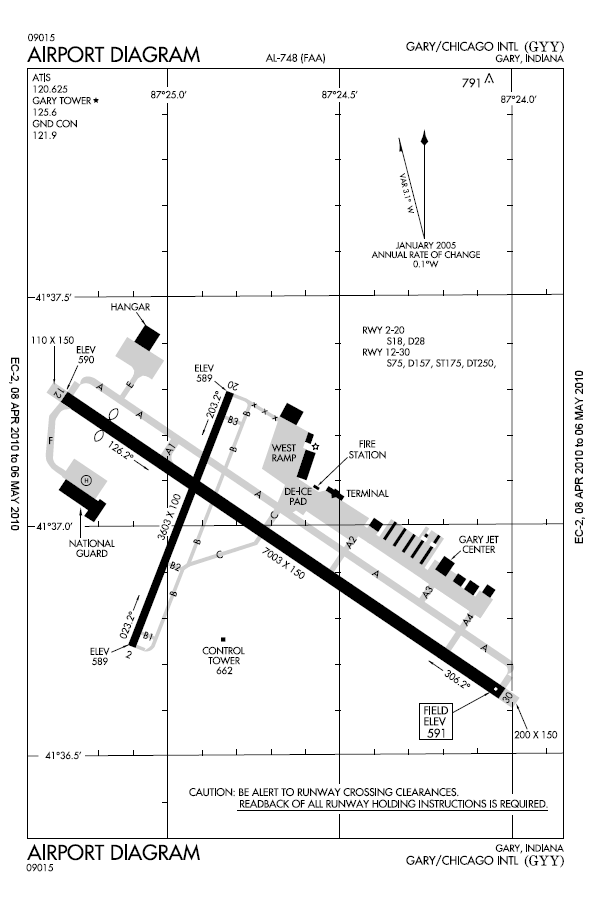
FAA diagram of GYY

## 就航航空会社
- UPS航空